# Cryptostylis erecta
Cryptostylis erecta é uma espécie pertencente à família das orquídeas (Orchidaceae), que existem em Queensland e Vitória, na Austrália. São plantas terrestres glabras perenes; sem tubérculos, com longas raízes glabras carnosas; inflorescência racemosa, com flores que medem mais de quinze milímetros e não ressupinam, de cores pouco vistosas, com sépalas e pétalas reduzidas, parecidas mas ligeiramente diferentes, as pétalas menores; e labelo fixo e imóvel, muito maior que os outros segmentos; coluna curta e apoda com quatro polínias.

## Publicação e sinônimos
- Cryptostylis erecta R.Br., Prodr. Fl. Nov. Holl.: 317 (1810).